# Permanent uppehållstillstånd
Ej att förväxlas med permanent uppehållsrätt.
Permanent uppehållstillstånd (PUT) är ett uppehållstillstånd som gäller på obestämd tid. Det ger innehavaren tillstånd att bo, studera och/eller arbeta i den stat som utfärdat tillståndet, trots att personen i fråga inte är medborgare i den staten. Ett permanent uppehållstillstånd kan normalt erhållas på olika sätt, antingen direkt genom en ansökan om uppehållstillstånd eller efter att ett tillfälligt uppehållstillstånd har innehafts en viss tid.